# Famille Mac Guir de Crux
La famille Mac Guir de Crux était une famille française d’origine irlandaise, agrégée à la noblesse française en 1558 et éteinte en 1920.

## Histoire
La famille Mac-Guir, d'origine irlandaise, arrive en France au XVIe siècle. Elle s'établit d'abord en Basse-Normandie, dans le domaine de Crux puis se fixe en 1776 à Crespières, en Île-de-France.
Le premier Mac-Guir français fut Zacharie II Mac Guir, chef catholique refugié avec son épouse Elisabeth O'Neill, fille de Lord Tyrone et sœur de Hugh O'Neill et membre du clan Uí Néill.
Cette famille s'agrégea à la noblesse française vers 1560.	
La famille Mac-Guir de Crux a donné plusieurs officiers et membres de la Maison du roi dont Armand Mac-Guir, sous-gouverneur des pages à Versailles sous le règne de Charles X.
Cette famille est éteinte depuis 1920.

## Évolution du nom de famille
La lecture des actes d'état civil permet de suivre l'évolution du nom de famille. Zacharie Mac Guir arrive d'Irlande, son fils François est Français. Les registres de l'état civil indiquent le nom de famille de Marquier, puis Marquier de Crux. Ensuite, dans son acte de mariage du 5 vendémiaire an XI (27 septembre 1802) à Crespières, le descendant se fait appeler « Mac Guir de Crux ».
- Zacharie II Mac Guir épouse O'Neill, fille de Lord Tyrone.
  - François Mac Guir dit Marquier, épouse Renée du Poncet.
    - Nicolas Marquier épouse Jeanne Philippe.
      - Etienne Marquier (1624-1711), sieur de la Bretonnière, conseiller du roi au bailliage et siège présidial de Caen. Il épouse Marguerite Morel.
        - Pierre Marquier (21 mars 1656 à Caen (paroisse Saint-Etienne) - 23 mars 1720), seigneur de Villons, trésorier de France au bureau des finances de Caen. Le 2 décembre 1697 à Caen (paroisse Saint-Etienne), il épouse Jeanne Henriette de Montreuil de La Chaux.
          - René Etienne Nicolas Marquier ( - 14 décembre 1772 à Villons-les-Buissons), seigneur de Crux, de Villiers et de Villons, président trésorier de France au bureau des finances de Caen. Le 25 juillet 1724, il épouse Elisabeth Piedoué de Charsigney ( -1759[3].
            - Jean Baptiste Daniel Marquier de Crux (1731 à Caen - 1812 à Crespières). A son mariage, il est qualifié de « écuyer, seigneur et patron de Villon, capitaine de cavalerie, aide major de brigade de la compagnie de chevau-légers de la garde ordinaire du roi, écuyer cavalier de madame la future comtesse de Provence »[4]. Il achète le château de Crespières à l'héritière des Bullion, Anne-Julie-Françoise de Crussol, duchesse de La Vallière[5]. Il est écuyer de la comtesse de Provence[6]. Il épouse Geneviève Jeanne Viot le 8 mai 1770 à Versailles[4],[7].
              - Louis Marie Mac Guir de Crux (1774 à Versailles, 1840 à Versailles). Il épouse Alexandrine de Sailly, le 5 vendémiaire an XI (27 septembre 1802) à Crespières[7]. Il est chevalier de l'ordre de la Légion d'honneur[8].
                - Adolphe Armand Mac Guir de Crux (1807 à Versailles - 1887 à Crespières), propriétaire, sous-gouverneur des pages à Versailles sous le règne de Charles X. Il épouse Elie Anne Marie Augustine Le Prestre de Thémericourt[9].
                - Alfred Charles Mac Guir de Crux (1813 à Versailles - 1897 à Sailly) épouse Gabrielle Marie d'Amonville.
                  - Fernand Mac Guir de Crux (1845-1920).

## Armes
D'azur au croissant d'or accompagné de deux croissants d'argent en chef et d'une étoile d'or en pointe .
Irlande et France
« de sinople à un chevalier armé de toutes pièces, brandissant une épée,la casque panaché de plumes d'autruche, monté sur un cheval blanc galopant, bridé et houssé de gueules. »
cimier : un dextrochère armé brandissant une épée.
tenants : deux chevaliers armés.
devise : Justitia et fortitudo invicibilia sunt.
cri de guerre : Marte et Arte.

## Principales alliances
O'Neill, du Poncet, de Montreuil-la-Chaux, de Piedoue, de Sailly, de Montrognon de Salvert, du Rainvilliers, de Théméricourt, de Gourcy Récicourt, d'Amonville, Roger de Villiers, de Reviers de Mauny.

## Pour approfondir